# Årsteinen
Årsteinen est une île norvégienne des îles Lofoten, située dans la municipalité de Vågan du comté de Nordland. L'île est située à l'est de Vågan et à l'entrée du détroit de Raftsund. 
Elle se trouve au sud-ouest de l'île de Hinnøya, avec qui elle n'est séparée que par un canal étroit. Sa superficie est de 10,5 km2 et son point culminant de 530 mètres. Une route la relie avec le sud de l'île de Hinnøya.

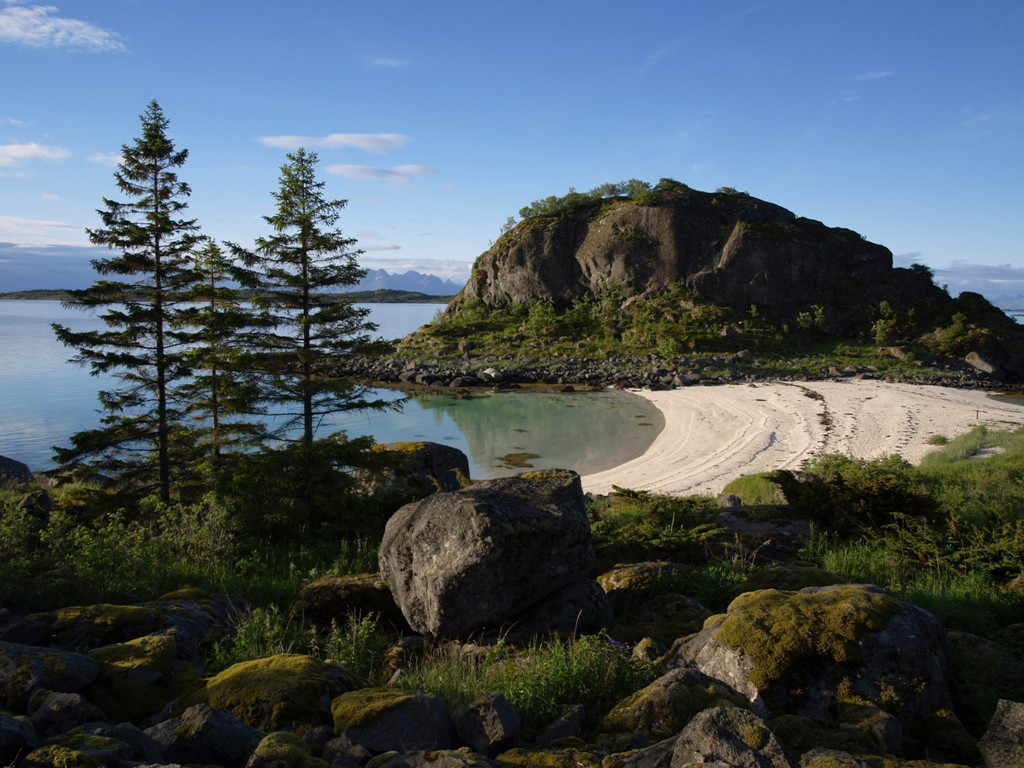
Le rivage est.